# 埃瓦耶
埃瓦耶（法語：Évaillé，法語發音：[evaje]）是法国萨尔特省的一个旧市镇，属于马梅尔斯区。2019年，埃瓦耶与市镇圣奥斯马娜合并为新市镇瓦勒代唐松，埃瓦耶为新市镇行政中心。

## 地理
埃瓦耶（47°54'3"N, 0°37'46"E）面积19.43 平方千米，位于法国卢瓦尔河地区大区萨尔特省，该省份为法国西北部内陆省份，北起顺时针与奥恩省、厄尔-卢瓦省、卢瓦-谢尔省、安德尔-卢瓦尔省、曼恩-卢瓦尔省和马耶讷省接壤，是法国大西部的入口，连接卢瓦尔河谷、布列塔尼和巴黎盆地。
与埃瓦耶接壤的市镇（或旧市镇、城区）包括：埃科尔潘、圣塞罗特、圣奥斯马娜、迈松塞勒。

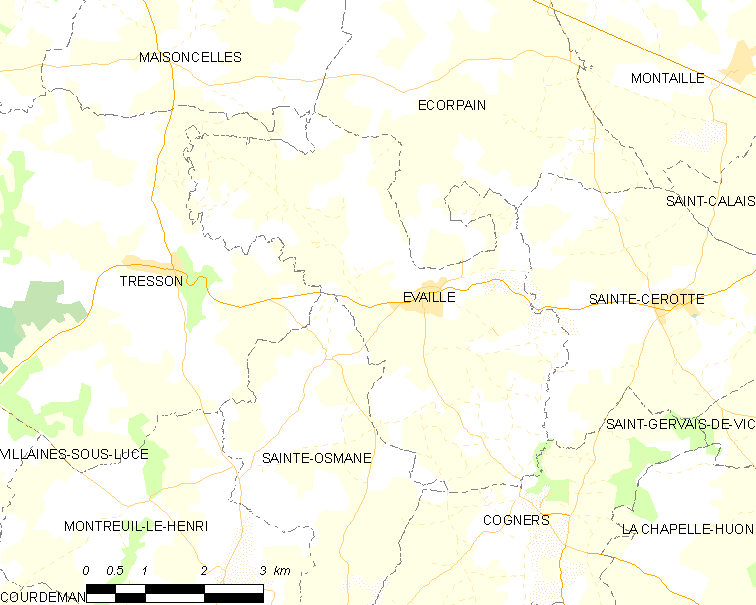
埃瓦耶的OSM定位图

埃瓦耶的时区为UTC+01:00、UTC+02:00（夏令时）。

## 行政
埃瓦耶的邮政编码为72120，INSEE市镇编码为72128。

## 政治
埃瓦耶所属的省级选区为圣卡莱县。

## 人口

1962-2008年间埃瓦耶人口变化图示

埃瓦耶于2018年1月1日时的人口数量为354人。